# Lupinus saxosus
Lupinus saxosus là một loài thực vật có hoa trong họ Đậu. Loài này được Howell miêu tả khoa học đầu tiên.